# 懷俄明領地

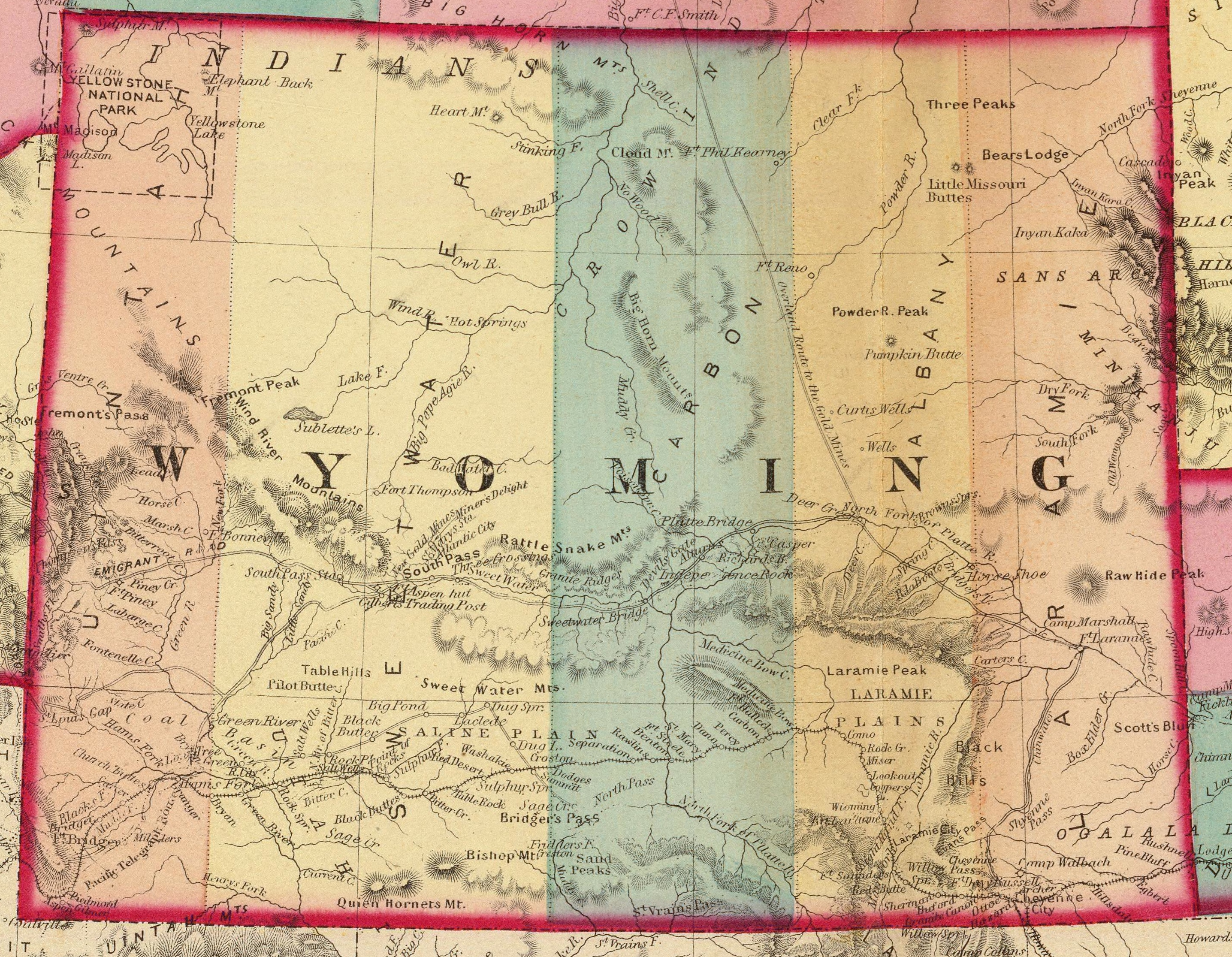
懷俄明領地

懷俄明領地（英語：Wyoming Territory）是美國歷史上一個合併建制領土，存在於1868年7月25日至1890年7月10日之間，之後升格為懷俄明州。懷俄明領地系由達科他領地、愛達荷領地和華盛頓領地这三個領地的領土組合而成，範圍和現在的懷俄明州完全一致。